# 景浦安武
景浦 安武（かげうら やすたけ、1946年12月17日 - ）は、水島新司の野球漫画『あぶさん』の主人公で、架空のプロ野球選手・指導者。景浦將、藤村富美男、土井正博、永淵洋三をモデルとする酒豪の強打者である。
1973年に南海ホークスに入団して以来、ホークス一筋37年を貫いた、球界最年長選手。背番号は「90」で、現実世界のホークスでも球団の配慮で準永久欠番として扱われていた。ポジションは外野手（一時期三塁手のレギュラーとして出場したこともある。詳細は後述）。シーズンによっては打撃コーチも兼任していた。

## 経歴

### アマ時代
1946年12月17日生まれ。野球との初めての出逢いは11歳の時。新聞配達のアルバイトを終えて帰宅する途中、メンバーが足りなくなった草野球チームから頼まれて代打として加わった。その時の打席は三振だったが、以降野球の魅力に取り付かれ、その後母からバットとグローブを買い与えられたことで本格的に野球を始めることとなった。また、それ以前に小学校4年生のころに母・花子に連れられて観に行った野球の試合で、ある打者が打ったホームランを見て涙したことがあるという思い出話が語られたことがある。この話は後に息子・景虎が甲子園の入場行進を見て涙したこととリンクしている。
北明高校3年の時、甲子園の予選大会（当時は1県1代表制ではなかったため、北信越大会）に二日酔いで出場。サヨナラ本塁打（飛距離155m）を放つも、ベースランニング中に嘔吐し飲酒が発覚したために、母校は出場停止に追い込まれると同時にプロ入りの道を一時絶たれる。その後他校の生徒と喧嘩して退学処分となる。
高校退学後、社会人野球・野花食品の選手となるが、監督とソリが合わず1967年初頭に退部。その後、簡易宿泊所で出会った安部浩太郎社長直々のスカウトで社会人野球・北大阪電気に入社するも、ここでも不遇の時期をすごす。ここでは在籍した4年間の通算で「40打数10安打2本塁打」と成績は芳しいものではなかったが、北大阪電気の社長は景浦が野花食品時代に北大阪電機との試合で放った本塁打を球場で見ており、それを覚えていたことから景浦を入社させたと後に語っている。また、北大阪電機在籍中も監督との人間関係に失敗したが、社長は景浦ではなく監督（及び同調したと思われる2名の選手）をクビにしたという。
1972年、酒のトラブルによって北大阪電気を懲戒免職される。そんな中、ほとけ横丁の飲み屋「大虎」にて高校野球時代の恩師・岩田鉄五郎と再会し、彼の誘いで11月29日に「契約金50万円・年俸100万円」で南海ホークスにドラフト外入団する。

### 南海時代
1973年、自主トレ初日に交通事故に巻き込まれて大遅刻するというアクシデントがあった。長打力を買われてのプロ入りだったが、インコース打ちに天性の強さを見せる一方アウトコースに弱点があり、当初はいわゆる1軍半に甘んじた。1軍デビューとなった1973年5月1日の近鉄戦では杉浦マネージャーの機転でコークハイをひっかけ、グリップにするめ（あたりめ）を巻いてエース鈴木啓示からポテンヒット（飲酒がバレてはまずいと思われたのか、直前に代打を出されそうになったが、間に合わなかった）。後期開幕後、スランプに陥り2軍に落ちる。
転機となったのは球界を退いていた藤村富美男との偶然の出会いから。彼と同じ長尺バット=物干し竿を使い始め打撃開眼、以降「物干し竿」は「酒しぶき」とともに彼の代名詞となった。藤村とはうまい酒を求めて訪れた造り酒屋で、夜までの時間つぶしにと魚釣りに行った小川で知り合った（ただし実際の藤村は下戸で、球界でも有名な甘党として知られていた）。ちなみに大倉屋不動産に勤務していた藤村は、その造り酒屋の土地を求めに来ていた。後に藤村はダイエー時代の安武を見に平和台球場を訪れたこともある（この時は藤村と対面せず、あとで話を聞いて気付いた）。また、大きな構えは近鉄バファローズの主砲・土井正博を範とする。これも不遇の時代に屋台に貼られていた写真を見て開眼したものである。この「物干し竿」から初本塁打が生まれることになる。2軍落ちしていた時期には未亡人・山本麻衣子と恋に落ちる。この年のプレーオフでは5試合で3本塁打を放ち日本シリーズ進出に貢献するも、日本シリーズでは粘った上に堀内恒夫にレフトフライに打ち取られ、最後の打者となる（実際は島野育夫）。
南海時代は主に代打の切り札として活躍。生来の酒好きの影響で複数回打席に立つ集中力が持たないという欠点やスタミナ、守備の面に常に不安をかかえていたことや1975年の指名打者制導入当初はここ一番のチャンスの切り札としてベンチに置かれた。同年暮れ、道頓堀でトラブルになった老人を助けてサラリーマン3人組をノックアウトして逮捕勾留されたが、助けた老人や目撃者の証言により正当防衛が成立した。また、同じ年のオフにファンレターをきっかけに女子高生・田中早苗との交際が始まる。 1977年前期終盤の阪急戦でようやくプロ入り初スタメンを果たすが、その試合ではクロスプレーの判定を廻り審判を小突いて生涯初の退場処分を受ける（以後数回退場を経験する）。
1977年ペナントレース閉幕直前、心酔する野村選手兼任監督の解任時は実に悩むも吹っ切れ、広瀬叔功新監督のもとでも代打の切り札、ときに先発レフトとして活躍。1979年は門田博光のアキレス腱断裂によりスタメンとして開幕戦（対阪急戦）に出場、そこで4打席連続本塁打のプロ野球タイ記録。新記録となる5本目がかかった打席では、山口高志の速球を打ったが打球を顔に当てて退場、しかし代打・王天上が本塁打を放って持ち越し。復帰後第1戦となった地元・新潟での西武戦で森繁和から本塁打を放ち記録更新かと思われたが、その試合は雨のためにノーゲーム、持越しとなる。再度新記録のかかった打席ではロッテオリオンズの村田兆治のフォークにより空振り三振を喫した。1980年シーズン終了後、桂木サチ子と結婚。1981年、長男・景虎誕生。
同じ代打専門選手であった阪急ブレーブスの高井保弘に「わいの記録もいずれこいつに破られちまうわい」と言わしめ、その予言通り、1980年には大島康徳のシーズン代打本塁打（7本）の日本記録を更新している。この時の相手捕手はかつての監督である野村克也だった。高井の現役最終年である1982年には代打だけで落合博満と本塁打王を争い、一本差の31本で逃しているが、水島自身のリアル路線から荒唐無稽な路線への転換点となった。この年は死球の影響と思われる飛蚊症も発症したが、終盤戦までに治っている。また、1981年には西本幸雄監督の推薦でオールスターに出場し3試合連続代打本塁打を打ち、3試合連続でMVPとなっている（オールスター初出場は1976年）。
毎年オフにはトレード話が持ち上がり、1974年の近鉄とのトレード話においては、永淵洋三が足繁く大虎に来店し熱心に勧誘。西本幸雄監督も中百舌鳥を訪れるが、結局実現しなかった。その後も張本、大杉のいない打線に危機感を持った日本ハムファイターズの大沢啓二監督が大砲が欲しいとトレードを持ちかけるが、野村監督は一蹴する。1980年には巨人の長嶋茂雄もその能力に目を付けて獲得に乗り出したことがあり、投手との交換による獲得寸前までいったが、南海側が応じなかった（結局、その後（1984年の開幕前）に現実に起きた山本雅夫と鈴木伸良のトレードにつながっている）。1983年には実際にチームの若返り政策（並びに景浦自身の極度の不振も重なり）で一度自由契約になっており、巨人、西武などが獲得に名乗りをあげた。阪神に至っては年俸の大幅アップで交渉をしたが、結局、南海の入団テストを受け30代後半とは思えない成績で再入団。再起1号本塁打が出るまで若干時間はかかったが、それからは人が変わったように好成績を残し、レギュラーに定着する。
1986年、はじめて4番レフトとして常時スタメン出場、落合と本塁打王を分け合う。ちなみに前年には、ロッテの村田からサイクルヒット（後述）も記録している。1988年の大阪スタヂアムでの南海ホークスとしての最終戦でも惜別のサヨナラ本塁打を放つ。

### ダイエー時代
福岡への移転時は現役引退か（残留・移籍を含めて）現役続行かの態度を明らかにしなかったが、当時の杉浦忠監督からの同行要請をあっさり承諾する形で現役続行を決意する。まだ福岡ドームも無かった弱小ダイエーの精神的支柱として田淵幸一・根本陸夫両監督を支えた。1991年、ダイエーの4番レフトとして自身初の全試合フル出場、史上最高齢での三冠王を獲得（.327 本塁打43 打点110）。水島が語った所によれば、これはこの年、実際に監督に就任した田淵が「自分なら景浦をレギュラーで使う」と水島に言ったためとされるが、荒唐無稽な路線への転換は旧来の読者から批判を受けることになった。
1992年、シーズン序盤にけが（腰椎椎間関節症）をして出遅れるも2年連続三冠王（.339 本塁打45 打点103）。なお、このシーズンでも（2試合に跨る形ではあるが）自身2回目となる4打席連続本塁打を記録している。
1993年、開幕戦で好調なスタートを切り最後まで義弟の小林満と首位打者争いを繰り広げ、最終打席に野茂英雄（近鉄）からレフト線にツーベースヒットを放ち3年連続三冠王（.340 本塁打46 打点122）。また、福岡ドームのメモリアル1号本塁打を打っている（実際は日本ハムのリック・シュー）。
1995年まで5年連続で本塁打、打点の二冠王。この間、1994年には1番打者として活躍し、王貞治の記録を抜くシーズン56本塁打も記録した。同時にこの年、オールスター戦で4打席連続本塁打を記録している。
1996年、椎間板ヘルニアを発症し、長期戦線離脱。この時開幕からしばらくは右打席では痛みが出るため左打席で試合に出場している。しかし、ある試合で右打席に立ち走塁しようとしたところで痛みが起き、以後欠場。オールスター戦直前の二軍戦で復帰するが、オールスター戦にて再び痛みがぶり返す。結局本格復帰したのは最終戦の西武戦だった。
小林満がFA移籍してきた1998年には三塁手として、翌1999年には右翼手としての出場機会が多くなる。
2000年、開幕戦において野村につぐ史上2人目の3000試合出場を達成(現実世界では15年後の2015年に谷繁元信が史上2人目の3000試合出場を達成した)。それと同じ頃、母・花子が病に倒れている（程なく回復）。その後、開幕時には不調ながら、次第に調子を上げていくというパターンが目立ち始めた。

### ソフトバンク時代
2006年のオープン戦では、WBC日本代表監督に就任した王監督の代理で選手兼任監督となり、対戦相手の東京ヤクルトスワローズ選手兼任監督・古田敦也とのプレイングマネージャー対決を実現している。その試合で両者とも本塁打を打った。
2006年7月、王監督が胃がん治療の為入院した際、王監督より選手兼ヘッドコーチに任命され、同年8月には三塁審判・栄村隆康への侮辱行為及び抗議時間オーバーで退場処分を受けた森脇浩司監督代行の代わりに選手兼任で監督業を務めた。
2007年は長年慣れ親しんだ物干し竿バットから普通のバットに持ち替え、ボロボロになるまで現役を続けることを決心していた。しかし、シーズンの途中から長打を必要とするためか、あるいはダントツの優勝候補と言われながらも勝ちきれず、不甲斐ない戦いを続けるチームに活を入れるためか再び物干し竿を使用。物干し竿を使うことで本塁打も出始めたが、打率が下がるうえ体にも負担がかかる事から、再び普通のバットに持ち替えた。再度のバット持ち替えにより再び打率は上昇。残り10試合の時点で打率4割（規定打席到達）だったが、自身が望み最後まで出場。そのため最終戦となる西武戦を前にして4割をわずかに割り込んだ。その最終戦では先発の西口文也からヒットを放ち再び4割に到達したが、試合は決着が付かず延長戦に突入する。そして満塁で打順が回り、普通ならここで交代だったが西口がいまだ投げていることから、打席に立つことを志願。そこでサヨナラヒットを放ち、ついに正真正銘の打率4割を達成した。
元三冠王の松中信彦を押し退け、4番に座ることもあった。また、2006年からは若手に守備機会を与えるためとプレーオフに備えるために外野の守備からはずれ、DHの6番として出場していた。
2000年代後半は現役引退をイメージさせる伏線が増え、去就が注目されていたが2008年1月31日、今季限りで引退する意向を固めていることが判明。安武の後見人こと原作者の水島が明かしたもので、同時に2008年のシーズンは代打に専念することも発表された。
2008年シーズン後、王監督の退任に伴い、現役引退する意思を一時は王監督に伝えたものの慰留され、2009年度も現役を続行することとなった。なお、作品中王監督は「14年間ずっと一緒だったのはあぶだけだが…」と語っているが、実際には本間満も王監督在任中ホークス選手として在籍していた。同年、息子の景虎がソフトバンクにFA移籍し、「父子鷹」が誕生した。
2009年のシーズンを以て現役引退表明。現役最後の打席は10月6日のオリックス戦で、2対2で迎えた9回裏に代打で登場。同郷の後輩・金子千尋からサヨナラ本塁打を放った。福岡Yahoo! JAPANドームでのシーズン最終戦で引退セレモニーが行われた。なお、漫画の中だけでなく、実際の試合の終了後にも景浦安武引退セレモニーが行われ、水島新司が挨拶に立っている。

### 引退後
引退後は大阪の自宅に戻り、2010年当初はキャンプやオープン戦の視察など「野球を外から勉強」していた。その後、王会長の要請で同年シーズン途中より二軍の助監督としてソフトバンクに復帰した。背番号は90のままである。
2012年シーズン終了後、再び王会長の要請を受け、2013年シーズンより一軍の助監督に就任。シーズン4位・Bクラスに終わった事に責任を感じ、王会長に退団を申し出た。オフ中の2014年2月、退団し球界から完全に身を引く。

## 人物

### 生い立ち・性格
幼少期は悪戯坊主で、見かねた白山神社の宮司の仙さんによって松の木に吊されたこともある。また、悪友の伊達一と組んで白山神社の賽銭を盗んだこともある。病気で寝込んだ際に、父親の安造が3人の医者を連れてきて「誰が早く治せるか競争しろ!」と医者たちに迫ったことがあるほど可愛がられていた。新聞配達や牛乳配達のアルバイトをしていたこともある（牛乳配達途中の出来事がきっかけで岩田鉄五郎と出会う）。
口は堅く、何らかの事情で知ってしまった秘密などをうっかり口外するようなことはない。温厚で義侠心に厚く義理人情を重んじる面もあり、困っている人を見かけた時など、救いの手を差し伸べることが間々あり、それが高じて前述の暴行事件を起こしてしまったことがある。ひき逃げ犯の逮捕に一役買ったこともある。「大虎」で定年を迎えたサラリーマンの男性に投げ飛ばされたこともある。
また、スポーツは楽しむものと考えており、町内対抗草野球で拙いプレーをして迷惑をかけた大村小吉（サチ子の幼馴染でモデル）や、少年野球チームの子どもたちなどにそのような観点からの助言や慰労の言葉をかけたこともあり、若い（特に30代中～後半）頃から少しずつ指導者としての資質も垣間見られる言動があった。初期の頃は草野球に参加する描写も何度か見られた。野球以外のスポーツでは、スケートやテニスやゴルフに挑戦したことがあるほか、相撲や後述の水泳なども描写されたことがある。プールで幼少期の景虎に泳ぎを教えてもいる。釣りの描写も（特に初期は）ある。珍しいところでは、ハブの捕獲や除夜の鐘突き（それも108発を乱打）に挑戦したことがある。
大酒飲みである一方、喫煙は初期作に描かれたシーンがあるものの、しばらくして吸わなくなった（ある回の中島先生の台詞に「（自分は日に60本吸うが）景浦さんは煙草を吸わない」とある）。また、ギャンブルはほぼ初心者と言って良く、競馬・競輪・麻雀とも自発的に行わず、誘われて仕方なくやったものばかり（だが、競馬では馬券を的中させ、麻雀では九蓮宝燈を達成したことがある）である。代わりに将棋は好きなようで、帰郷した際に義父の小林と指す描写が何度もあった。
ファッションに関しては疎く、独身時代はほとんど着た切り雀だった。結婚後も大幅な変容はなかったが、後述のモデル出演を機に、サチ子から無理矢理着飾らせられたことがあった。また、結婚前にも同じように着飾らされたことがある。髪型は若い頃から現在に至るまで一貫しており、長髪やパーマをかけたり、坊主頭などにしたことはない（義弟・小林満の若い頃にはパーマ姿や坊主頭の描写がある）。若い頃から顎にうっすらと無精髭を生やしているが、本格的に髭を生やしたことは一度もない。ちなみに、若い頃に何度か、想像による「老けた景浦」の描写がある。
上杉謙信のファンである。息子・景虎の命名も、その諱から取ったものであり、その幼少期に上越市春日山にある春日山城跡に景虎を連れて行ったことがある。
ステージに立って多くの聴衆の前で喋るなどが苦手で、サチ子と小室等のライブを観に行った時に小室から発見されてステージに上げられた時や、当時の監督の入れ知恵でサイン会と偽って実は講演会の弁士をさせられた時など、露骨に嫌がる描写があった。しかし、いずれも酒を出されてリラックスしている。他に、養老院で講演したことがあるが、この時はもう一度の来場を約束した。規模の小さい内輪のパーティーや試合前の円陣などで喋る時などではそのようなことはなく、金森栄治の結婚披露宴に出席して、スピーチをしている描写があった他、枡幸のボンやカコの結婚式ではサチ子共々仲人を務めている。新潟の後輩・渡辺浩司の激励パーティーでのスピーチでは壇上で挨拶の代わりに素振りをしてみせて出席客を呆れさせるが、当の渡辺は「あれはボクの苦手なコースの打ち方だった」と感謝している。
このように人前で何かをするのが苦手な一方、CM出演歴が2回ある。いずれも食べ物のCMで、カップ麺（1978年）とカレー（2006年）である。前者は一人で、後者は一家（サチ子・虎次郎・お千代さん・景虎・夏子）で出演した。特に後者はタレントとして東京で仕事をすることになった娘・夏子の絡みで出演した。また、テレビ出演はプロ野球に関連するニュース・情報番組のゲストがほとんどで、試合のゲスト解説の経験が僅かながらある（ある時は「大虎」にまでスタッフが押し掛け、そこから中継をしたこともある）。対談番組にも出演したが、その相手は落合博満、江川卓や山内孝徳、秋山幸二など、野球選手である（落合の時は本塁打王のタイトルを分け合った直後、江川の件は後述。山内は背番号と引っ掛けて1990年初頭に、秋山の時は武藤ワカも同席し、藤井将雄を追悼するエピソードとして描かれた）ことが多い。野球とは無関係の雑誌に取り上げられたことも数回あり、ファッションモデルを引き受けたのもその一環としてのことだった。また、時代劇映画の主演オファーをかけられたことがあるが、拒否している（代わりにドキュメント映画の撮影は認めた）。
自動車の運転免許を持っていない。移動の際は徒歩、タクシー、列車などを使うことが多い。

### 野球について

#### 選手として

##### 特徴
長い球歴の中で様々な優秀な成績を残し、ルーキー時に南海ホークスが優勝してから1999年の福岡ダイエーホークスの優勝まで、約25年ほど不遇のホークスを支えてきた選手は彼ひとりである。
契約更改でゴネないことで有名。毎回一発更改で、金額も見ずにハンコを押してしまう。そのため球団フロントからも良い印象を持たれている。このことからもわかるように、年俸の金額に頓着することはあまりなく、自由契約になる前のシーズンでは年俸1200万円だったが、テストを経ての再入団の際には半分の600万円に下がっている。その後再び年俸は上昇に転じた。ある時期（少なくとも南海時代）までは契約更改の出てくる回などで、景浦の年俸（参稼報酬）の金額が堂々と明記されていた。
初期の頃は酒のせいで1打席しか集中力がもたないなどと思われていたが、後年になってレギュラーを取るようになるとこの表現が改められ、前述の設定が事実上なかったことになってしまった。また、スタミナはないと言われていたが実は意外とあるようで、初期の頃、サチ子と出かけたプールにて5000メートルを泳ぐと宣言し、見事に泳ぎ切ったことがある。
若いころは酒に酔って暴れたりすることもあったが、基本的に性格はきわめて温厚で、後輩や友人たちへの面倒見が良い。前述のように見知らぬ人々に救いの手を差し伸べることも多かった。ただし自身の職業である野球選手への「プロ意識」は高く、プロとしての自覚を欠いていると感じた人に対しては、たとえそれが義弟の小林満や息子の景虎に対してであっても、歯に衣着せぬ厳しい言葉をかけることもままある（小林に対しては一度だけ行動に訴えたことさえある）。それは時として辞めていく選手へのエールにも表れ、例えば江川卓は、彼の引退直後にあった前述のテレビ番組での対談で手厳しい言葉を浴びせられたほか、有藤通世や落合博満に選手兼任監督就任を勧めたり、新しいところでは新庄剛志に引退を撤回するように迫ったこともある。また、自らと同じ新潟県出身の後輩選手（他球団含む）にも親身になって接する。
練習態度は後年に至るに連れてきわめて真面目になってきており、時にオーバーペースと思えるような練習メニューを自身に課すこともあるほど。そうかと思うと、試合前の打撃練習の時間を他の選手に譲り、別のことをする（酒を飲むなど）場合もある。いずれにせよ練習から手を抜くようなことはまずしないと言える。オフシーズンの例えば秋季練習などにも積極的に参加している。また、日々の生活も鍛錬の一部と考え、運転免許を持たない他、居住しているマンションでもエレベーターを使わないなどしている描写があった。「恋の宿」でのオーバーホールに同宿した選手らが、景浦のするトレーニング内容の濃密さに驚く描写もあった。
プレー中に審判に抗議しての退場が数回ある。ただ、南海時代は多かったが、ダイエー時代以降、人間としての円熟味を増してくると、審判への怒りを露わにすることは際立って少なくなっていった。
武藤ワカが命の危機にさらされていた時期と、2001年序盤頃スランプで打てなかった時期の二度、一時酒を断っていた時期があり、しかも酒を断っていた時期はきまって振るわなかった。しかし前者は知人から送られた「縁酒」を飲み翌日の試合に出たこと、後者は息子・景虎にあわや顔面死球の球を受けたことから憤慨して酒しぶきを行い、次の景虎の球を本塁打にしたことで、酒断ち・スランプともに脱却している。更にシーズン中ではないが、1974年の秋季練習中に一度と1983年のキャンプイン前に枡幸のボンとの賭けで1週間ほど断酒したことがある。また、練習量を増やしたことで酒量が落ちたことも何度かあり、その都度周囲から酒量減について心配されたこともある。
トレードマークの一つである「酒しぶき」はかなり初期から見られたが、他人からの借り物のバットにはしなかった。例外的に自身のバットが盗難に遭った際のある試合で客席から投げ込まれた自身にゆかりのある人物に贈ったバットに行った事例がある。デビュー当時の清原和博など、他人にやり方を教えたこともある。また、ごくまれに他人にしてもらったこともある。また、三塁守備の時に自身のグローブに、投手として登板した際には右腕に、1999年のシーズン終盤にあったある西武戦の試合前は両方の手首に、それぞれ「酒しぶき」をかけたことがある。また、結婚直後に呉キャンプに出かける際、サチ子から吹きかけられたこともある。凡打や凡プレーをした時に用具に当たり散らすことは皆無と言って良く、南海時代に一度だけ、木田勇の投球を打てずに（先発出場で３打席を捨てて球筋を見ることに徹し、第４打席に勝負を賭けようとしたが木田が逃げた形で結果は四球）悔しがってバットを叩きつけて折ったことがあるのみ。
『男どアホウ甲子園』にもゲスト出演している。オープン戦の南海対阪神戦で代打として登場し、藤村甲子園から逆転サヨナラ本塁打を放った。

##### 打撃
得意球はインハイを含めインコース全般。プロ入り当初はアウトコース攻めに苦しむ描写が見られた。しかし、前述の通り長尺バット（物干し竿）を使うことにより克服した面もある。物干し竿のような長尺バットをある程度自在にコントロールする術を会得しており、多くの選手が振ってやろうと景浦に頼んでバットを借りた（または譲り受けた）が、まともにものにできたのはごく僅かで、例えば落合博満ですら満足に扱いきれなかった。一方、1985年に急逝した久保寺雄二は（あくまでも素振りだけだったが）うまく振れていた。新庄剛志は物干し竿を初めて使用した打席で本塁打を放ったが、次の打席でバットを折ってしまった。また、広瀬哲朗のようにバットの長さを活かして強引にスクイズを決めるような選手もいた。この他、架空の後輩選手（平山光平や梅桜風太郎）に振らせたこともある。
他にスローボールを苦手とする描写もあり、星野伸之が球速80km/hのスローカーブを投じて打ち取ったことがあり、逆に南海時代にスローボール攻勢に遭っていた時期に、乗っていたタクシーの事故で首が動かせなくなったことを幸いに打ったこともある。更に、入団からしばらくはアンダースローの投手を苦手としていたが、これも克服し、阪急の山田久志から「1打席3ホーマー」や「4打席連続本塁打」したり、太平洋クラブの柳田豊から特大本塁打をかっ飛ばしたこともある。これ以後、特定の投手への苦手意識は、架空の選手である大楽太陽を別にするとさほど見られないが、涌井秀章や門倉健を苦手としていたことがある。涌井は、初対戦した時に持参したバット3本を全て折られ、門倉は景浦本人が「顔を見るのも嫌だ」と言うほどで、門倉が横浜在籍時の交流戦で対決した際に、やけくそになって種田仁の打法（いわゆる「ガニ股打法」）を試したことがある。
打順はレギュラーを取るようになってからは4番を任されることが多く、他に3番や5番や6番を打つこともあった。珍しい事例としては、ダイエー時代の1994年に、武藤ワカの提言を根本監督が採り入れて景浦にこの1年限定で1番を打たせたことがあり、そのシーズンはホームランのシーズン最多記録を塗り替えた。またそれ以前の南海時代にも1番打者として出場したことがある。2007年には6番を打ち、シーズン打率4割達成を目指した。
物干し竿による豪打のイメージが強いが、時折セーフティバントを見せることがある。また、2007年に打率4割に挑戦した際には、シーズンの大半を普通サイズのバットで過ごし、軽打により安打を狙う打法を見せ、チームメイトや他球団の選手ら（息子・景虎を含む）を驚かせた。
本来は右打者だが、前述のように特別な目的から左打席に入って打つこともあった。

##### 守備・走塁
ポジションは前述の通り、代打や指名打者であったことを除けば、ほぼ一貫して外野手（主に左翼手。他に右翼手でレギュラーだったこともある。右翼のポジションは南海時代にも経験がある）だが、野村監督時代に故郷新潟での試合でファンサービス的に一塁手で先発出場したことがあり、小林満がダイエー所属していた時期には、王監督が景浦と小林の併用を目論んで三塁手のレギュラーポジションを得ていたことがある。更に捕手経験があるほか、投手としてマウンドに立ったこともある。
南海時代にまれなことではあったが、代走で起用されたこともあり、盗塁を成功させている。なお、盗塁の成功経験はダイエー時代にもあり、そのダイエー時代以降、本塁突入に際して、ブロックして待ち構える捕手に体当たりを敢行したことが何度もある。また、それらによって打者走者など自分以外の走者を活かす走塁術を見せたこともある。後年になって、一塁に猛然と駆け込んでセーフになる姿を見た清原和博からは「景浦さんもややこしい足になりましたね」と声をかけられたことがある。
外野守備や遠投能力は、レギュラーポジションを確保する後年に至るに連れ向上したと思われるが、内野（特に三塁）守備を経験した際には公式戦最初の守備機会でトンネルをするなど危なっかしい場面も描写された。

#### 指導者として
現役当時から打撃コーチなどを兼任することがあったが、景浦本人は王監督からの兼任要請を受けた際に「訊かれれば答える」というスタイルのコーチ像を目指しているとする台詞があった（67巻第8章）ため、自分から積極的に技術などを教えることはしないが、選手の側から質問された場合にはいろいろと教える（例として、68巻第3章の秋山幸二の事例など）という、選手の自主性を尊重するスタイルを基本としていた。したがって、選手には自分から声掛けをして手取り足取り教えると言うより、「見て技術を盗め」「自分で考えろ」というタイプの指導をし、実際に景浦の打法を見て工夫に気付いて自身の打法に採り入れた選手（58巻第5章での小久保裕紀など）や、自力で考えた末に状況を好転させた選手（69巻第3章での林孝哉など）がいる。
但し、例外もあり、自身が愛用していた物干し竿（長尺バット）を、目をかけた選手（代表例として、架空選手の梅桜風太郎など）に振らせたりすることもあったほか、ダイエー時代には本塁打王を競っていた相手（ラルフ・ブライアントら）に対して逃げの投球をした投手陣を集めて檄を飛ばしたこともあった。また、少年野球の監督代理や審判代理を務めた際には、真剣勝負を通じて「野球を一生懸命に楽しむ」ことを主眼とした指導をしている。
一方、ソフトバンク時代に一度だけ投手コーチを拝命した際には、杉浦忠元監督の教えを引き合いに出しつつ「遊び球を使わずに投球を組み立てよ」と、その時の先発投手・小椋真介にアドバイスしたように、攻撃的且つ積極的な野球を志向することが窺える。
その他、状況に応じた攻守走へのアドバイスや作戦の立案・遂行（例として、72巻第8章で描かれた巨人との日本シリーズでツーランスクイズを敢行したことなどが挙げられる）も行った。また、自球団のみならず他球団の選手であっても見込みがありそうだと思った選手に対しては、自発的に、または知り合いの監督・コーチらに頼まれて自身の打法を見せたり、適宜な助言をするなどして、有形無形の指導をすることがあり、その結果、本塁打を打ったりして結果を残す選手もいた。また、試合後の「大虎」などで、その日の試合で対戦した投手らから勝負の詳細について訊かれることがしばしばあり、包み隠すことなく答えていた。また、何度か引き受けたテレビでの解説の仕事でも、口数は少ないながら適切なコメントを残した旨のことが語られている。このように、現役（特にレギュラーポジションを獲得したダイエー時代以降）当時から指導者としての能力や資質を随所に見せていた。
こうした指導者としての高い資質や能力を監督・球団会長としての王貞治からは特に高く買われていたようで、1998年シーズン終了後に行われた、いわゆる「景浦会議」で決まったこととして打撃コーチ兼任要請を受けたり、王監督自身が手術で戦列を離れることになった時にはヘッドコーチに任命されたり、引退後には二軍助監督としてコーチングスタッフ入りの要請を受けたものと思われる。
コーチングスタッフ入り後は、肩を故障して投手を断念せざるを得なくなった景虎に打者転向を勧めるなどしている。

### 交友関係

#### 家族・友人等
景浦 サチ子
妻。旧姓：桂木。居酒屋「大虎」の娘。1980年に結婚。
景浦 景虎
長男。1981年12月17日生まれ（安武と同じ誕生日）。野球選手（投手）。
2008年シーズン前に秋葉舞と結婚。同年シーズン終了後、長男・小虎が誕生。
「景虎」の名前の由来は、安武がファンである上杉謙信の最初の諱。
景浦 夏子
長女。1984年8月12日生まれ。芸能界に進むも結婚により引退。夫の飲食業を手伝っている。
義父である桂木虎次郎には、行きつけの飲み屋の店主と客という関係の頃から常に敬意を払っており、結婚してマンションに越した時に一部屋確保したり（結局同居はせず）、結婚後だけでなく、独身時代でも店を手伝うことが何度となくあった。また、ダイエー時代に桜井輝秀・高畠康真両コーチが板場を担当して虎次郎を客としてもてなしたこともあるが、虎次郎が真意をくみ取れずに拗ねかけたところをボンの取りなしなどで真意を理解したということもあった。佐山千代との同居もすんなり承諾している。
大虎の常連客とは切っても切れない仲と言って良い。特にボン（枡幸久太郎）とはただの友達以上に親密な関係が見て取れる。ボンが清子と結婚出来たのも景浦のおかげと言って良い。また、「酒の店」主人の鈴木隆之も、妻子との関係を改善するのに景浦が一役買っている。「恋の宿」の小畑家（父・庄造（故人）、息子の徹とその妻の亜希）とも家族ぐるみのつきあいがある。
春野（山田）和子や大山哲矢とは彼女らの幼少期からの知り合いで、田中早苗とも若い頃からの知り合いであり、特に早苗とは淡いロマンスのような描写も何度かある。また和子とは父・兄代わりという関係。
福岡では、武藤ワカとその息子・一之進（登場は一之進が先）、財津珠代、花小路桜子、二郎丸らとのつきあいが深い。
野球以外のスポーツ選手では、実在プロボウラーの矢島純一や酒井武雄と長い期間交遊があるとされているほか、架空力士の武谷（後に玄界灘）との交流も描かれている。
ダイエー時代初期に大阪で後援会を設立してもらっており、その会長はさる製薬会社の会長職にある人物だった。
女性については、妻のサチ子とは旧知だったものの恋愛関係というわけではなく、結婚前はほかの女性とよくつきあっていた。その中には深い仲になった女性もいたが、結婚してからは一転して妻一筋。中年になってからも男性向けファッション誌にモデル出演したり（それが、義父・桂木虎次郎及び大虎の店のイメージチェンジに多大な影響を与えた）、かっこよく落ち着いた大人の男性というイメージが強く女性から非常によくもてるが、前述のとおり妻以外の女性からのラブコールに答えることはない。例えば田中早苗や財津珠代などからは直接的にアプローチを受けたこともあるが、全て拒否している。

#### 野球関係者
選手では、チームメイトを除けば、同時代のパ・リーグ選手を中心に交友関係がある。特に山田久志・福本豊、加藤秀司、高井保弘らの阪急の選手たち、近鉄の仲根政裕、西武ライオンズの東尾修、ロッテの村田兆治、ロッテをはじめ、中日、巨人、日本ハムなどで現役生活を送った落合博満らの名が挙がる。この他、一時景浦の同僚でもあった同郷（新潟県出身）の今井雄太郎（阪急/オリックス→ダイエー）も交友関係が深く登場頻度が多かった。この今井と同様に新潟県出身の選手（例えば猪俣隆や小林幹英ら）と懇意にするケースも多く、それら選手の少なくとも1回以上はストーリーの中に登場したことがある。
同僚（南海・ダイエー・ソフトバンク）の場合、親密な（少なくとも景浦と対等に口を利ける）選手が多かったのはダイエー時代初期まで（特に南海時代）で、それ以降は徐々に選手は（特に若手は年齢が親子ほど、場合によってはそれ以上違ってきたこともあって）景浦を畏敬・尊敬の対象として見ることが多くなっていくため、親密と言うよりは恐れ多い存在になってしまっている。後年は特にコーチ陣でさえ景浦より年下であることも増えてくるため、それらからは「あぶさん」「景浦さん」と呼ばれることも増えた。景浦が仕えた歴代監督で景浦より年下なのは、現役最晩年時の秋山幸二と、一時期代理監督を務めた森脇浩司の二人のみ。ダイエー時代初期の監督だった田淵幸一は同い年。しかし、上司としての彼らに対しては、敬意を払うような口の利き方をしている。
景浦のモデルになったとされる選手のうち、連載開始時点で故人の景浦將以外とは最低一回は面識があり、藤村富美男、土井正博、永淵洋三はいずれもストーリーの中心に据えられたことがあり、土井と永淵とは「大虎」などで一緒に飲んでもいる。
前述の「大虎」で、景浦の席は必ず決まっている。前述の選手たちも何回となく「大虎」に現れているほか、交友関係とまではいかないでも、景浦たちが飲んでいるところに現れる選手は多い。珍しいところではボブ・ホーナーやケビン・ミッチェルなどの外国人選手も「大虎」を訪れたことがある。また、特に南海時代は裏方（打撃投手など）も「大虎」に招待したことがある。
この他に「二郎丸」、「中巣」（以上、福岡）、「酒の店」（東京）、「恋の宿」（芝温泉）、「星たちの酒」（西宮）などにも、野球関係者と一緒に訪れる（若しくは景浦らがいる時に野球関係者が来訪する）様子が何度となく描かれた。
アマチュア選手との交流も多く、高校時代の同輩や所属していた社会人チームの後輩などを大切にする描写もあった。また、少年野球の審判や監督の代理をやったこともあり、そこで特定の選手に目をつけ、野球選手として大切な要素を教えるという描写もされたことがある。自身の練習法を高校野球の選手に間接的に伝授したこともある。
なお、実在選手・関係者については「あぶさん#実在人物」を、架空選手・関係者については「あぶさんの登場人物#野球選手・関係者」を、それぞれ併せて参照とのこと。

## 主な記録
- 三冠王3回（1991 - 1993年）
- 首位打者4回（1991 - 1993年、2007年）
- 本塁打王6回（1986年、1991 - 1995年）
- 打点王4回（1991 - 1993年、1995年）
- シーズン打率.401（456打数183安打）（2007年）
- シーズン56本塁打（1994年）
- 4打席連続本塁打（1979年、1992年、1994年）
  - 1979年は1試合で[18]、1992年は2試合に跨って[24]、1994年はオールスター戦にて[25]。
- 代打本塁打通算世界記録
- 年間代打本塁打記録
- オールスターMVP3回（1981年）
- サイクルヒット（1985年）
  - 6月22日に宮城球場でのロッテ戦で。投手は村田兆治。打順は3番。本塁打→二塁打→単打→三塁打の順に記録。
- 通算3000試合出場（2000年）

## 銅像
2002年、新潟商工会議所と同商店街振興組合により、新潟市中央区古町通のアーケード内の水島新司マンガストリートに水島作品の登場人物計7体の銅像が設置されたが、その中には景浦の銅像も含まれている。